# Okręg Dibra
Okręg Dibra (alb. rrethi i Dibrës) – jeden z trzydziestu sześciu okręgów administracyjnych w Albanii; leży w północno-wschodniej części kraju, w obwodzie Dibra. Liczy ok. 66 tys. osób (2008) i zajmuje powierzchnię 1088 km². Jego stolicą jest Peshkopia.
W skład okręgu wchodzi piętnaście gmin: jedna miejska (alb. Bashkia) Peshkopi oraz czternaście wiejskich Arras, Fushë-Çidhën, Kala e Dodës, Kastriot, Lurë, Luzni, Maqellarë, Melan, Muhurr, Tomin, Selishtë, Sllovë, Zall-Dardhë, Zall-Reç,.